# El Pireo
Manuel Cano Ruiz   plus connu sous le nom de « El Pireo  », né à Cordoue,  communauté autonome d’Andalousie (Espagne) le 30 juillet 1943, est un matador andalou.

## Présentation et carrière
Il revêt l'habit de lumières  le 4 juin 1961 pour la première fois à Belmez, province de Cordoue Andalousie, puis il participe à une novillada dans sa ville natale le 17 septembre de la même année où il prend pour apodo  le nom du bar tenu par sa famille : El Pireo.
Il fait sa première  présentation de novillero à Madrid le 26 septembre 1964 en compagnie de Gabriel Aguilar  et de  Rafael Corbelle, devant  du bétail de l'élevage Parladé et quelques jours plus tard, il affronte dans le même lieu des taureaux de la ganadería  Baltasar Ibán. 
Après 64 novilladas piquées, il prend son alternative à Cordoue le 18 mai 1964 des mains de Antonio Bienvenida devant des taureaux de  Carlos Núñez  et il coupe une oreille ce jour-là. Il confirme l'année suivante pour la Feria de San Isidro le 18 mai 1965 à Las Ventas,  à Madrid, avec pour  parrain Julio Aparicio Martínez et pour témoin Curro Romero, devant le taureau Estribo de l'élevage Angoso. La même année, il est dans les arènes d'Acho à Lima Pérou où il remporte le scapulaire d'or lors de la Feria del Señor de los Milagros qui l'un des évènements taurins les plus importants d'Amérique latine. En 1966 il torée plus de 70 corridas, il termine l'année presque en tête de l'escalafón.
Puis peu à peu les contrats se raréfient. En 1971 il n'en obtient que quatre. Il participe à sa dernière corrida à Olivenza, province de  Badajoz : un mano a mano avec Florencio Casado où, dès son premier taureau, il ne réussit pas à estoquer l'animal. 
C'est une fin de carrière difficile, incompréhensible, pour un torero à forte personnalité, courageux, et qui a montré une grande originalité au cours de ses faenas. Les sites taurins espagnols rappellent qu'il a eu un rôle dans le film Currito de la Cruz (1965), ce qui n'est pas mentionné dans les dictionnaires de la tauromachie français.